# Višegrajsko pokopališče
Višegrajsko pokopališče je nastalo leta 1869 na kraju, kjer je bil Višegrajski grad, v Pragi na Češkem. Višegrajsko pokopališče (češko Vyšehradský hřbitov) je zadnje počivališče mnogih skladateljev, umetnikov, kiparjev, pisateljev, znanstvenikov in politikov. Osrednji del pokopališča je Slavinova grobnica, ki jo je zasnoval Antonín Wiehl, velik in odmeven grob na Višegrajskem pokopališču.

## Zgodovina
Pokopališče je bilo prav tu že v 13. stoletju, obnovljeno pa je bilo leta 1869. Leta 1887 so bile na severnem in zahodnem robu pokopališča zgrajene neorenesančne arkade. Pokopališče je izjema med pokopališči v Pragi, saj je bil leta 1785 sprejet poseben odlok, ki je dovoljeval pokope, čeprav so bila ob cerkvah v mestu še druga pokopališča. Med letoma 1889 in 1893 je bila po projektu Antonina Wiehla oblikovana skupna grobnica  Slavin, zgrajena za najpomembnejše osebnosti češke kulture, umetnosti, znanosti in tehnologije (Wiehl je tudi avtor neorenesančnih arkad). Skulpture so delo kiparja Josefa Mauderja. Preobrazba pokopališča v "narodno pokopališče" je zasluga Františka Ladislava Riegerja, pomagal pa je predvsem Vaclav Štulc.

## Pomembnejše pokopane osebnosti
Nekaj znamenitih Čehov je pokopanih tukaj:
- Mikoláš Aleš (1852–1913), slikar
- Karel Ančerl (1908–1973), dirigent Češkega filharmoničnega orkestra in Simfoničnega orkestra iz Toronta
- Josef Bican (1913–2001), nogometaš
- Karel Čapek (1890–1938), pisatelj
- Antonin Chittussi (1847–1891), slikar
- Ema Destinnová (1878–1930), operna pevka
- Antonín Dvořák (1841–1904), skladatelj
- Eduard Haken (1910–1996), operni basist
- František Hrubín (1910–1971), pisatelj in pesnik, prijatelj Jaroslava Seiferta
- Jaroslav Heyrovský (1890–1967), kemik, nobelovec, utemeljitelj polarografije
- Milada Horáková (1901–1950), zdravnica, žrtev montiranega procesa oz. Češkoslovaške komunistične partije
- Rafael Kubelík (1914–1996), dirigent in skladatelj
- Vilém Kurz (1872–1945), pianist in učitelj klavirja
- Karel Hynek Mácha (1810–1836), romantični pesnik
- Alfons Maria Mucha (1860–1939), umetnik in oblikovalec
- Josef Václav Myslbek (1848–1922), kipar
- Jan Neruda (1834–1891), pesnik in pisatelj
- Božena Němcová (1820–1862), pisateljica, avtorica romana Babička
- Zdeněk Nejedlý (1878–1962), muzikolog, kritik in politik
- Otakar Ostrčil (1879–1935), skladatelj in  vodja Narodnega gledališča Praga
- Jan Evangelista Purkyně (1787-1869), anatom in fiziolog, odkril Purkinjejev učinek in Purkinjejeve celice
- Olga Scheinpflugová (1902–1968), igralka in žena Karla Čapka
- Bedřich Smetana (1824–1884), skladatelj
- Ladislav Šaloun (1870–1946), kipar art nouveauja
- Pavel Štěpán (1925–1998), pianist in učitelj klavirja
- Ilona Štěpánová - Kurzová (1899–1975), pianistka in učiteljica klavirja
- Max Švabinský (1873–1962), slikar
- Waldemar Matuška (1932–2009), pevec in igralec

## Galerija kiparskega spomenika
- Slavín – detajl krilatega genija (Enfo)
- Slavín – detajl krilatega genija  (Enfo)
- Detajl (Richenza)
- Slavín – detajl plošče z imeni (Richenza)